# Bella Martha
Bella Martha és una pel·lícula de comèdia romàntica alemanya de l'any 2001 dirigida per Sandra Nettelbeck. El paper principal va ser interpretat per Martina Gedeck, Maxime Foerste, i Sergio Castellitto. Filmada a Hamburg, i a Itàlia

## Sinopsi
Martha Klein treballa en un restaurant francès i està convençuda que és la millor cuinera de la ciutat. És perfeccionista i viu per al seu treball.
Quan la seva germana mor en un accident d'automòbil, ha de fer-se càrrec de la seva neboda de vuit anys Lina, perquè del pare de la nena només saben que és italià i es diu Giuseppe. Lina a l'apartament de Martha no té una habitació pròpia, s'aïlla en si mateixa i pràcticament no menja. Se sent malament i tira molt de menys a la seva mare. Martha li promet a Lina esbrinar on viu el seu pare.
L'excèntric italià Mario comença a fer feina en el mateix restaurant que Martha. Afirma ser un admirador del treball de Martha com a cuinera. A Martha per contra no li cau bé. Però s'entén amb Lina i aconsegueix que mengi. D'aquesta manera millora la relació entre Martha i Mario que acaben enamorant-se un de l'altre.

## Repartiment
- Martina Gedeck - Martha Klein
- Maxime Foerste - Lina Klein (neboda de Martha)
- Sergio Castellitto - Mario;
- August Zirner – Terapista de Martha
- Sibylle Canonica - Frida
- Katja Studt - Lea
- Antonio Wannek - Carlos
- İdil Üner - Bernadette
- Oliver Broumis - Jan
- Ulrich Thomsen - Samuel "Sam" Thalberg
- Gerhard Garbers - Herr Steinberg
- Angela Schmidt - Frau Steinberg
- Diego Ribon - Giuseppe Lorenzo
- W.D. Sprenger - Noisy Customer

## Banda sonora
La banda sonora és formada per música d'artistes d'ECM Records com Keith Jarrett, Steve Reich, David Darling, i Arvo Pärt, i la majoria de les composiciions daten de la dècada dels 1990. Manfred Eicher, fundador d'ECM Records, hi és acreditat com a consultor musical.
- "Country" (Keith Jarrett) per Keith Jarrett, Jan Garbarek, Palle Danielsson, i Jon Christensen
- "Let's Do It in A-Flat" (Steve Reich) per M. Segal, S. Reich, J. Gunkel, i M. Fonfara
- "How Deep Is the Blues" (Steve Reich) per M. Segal, S. Reich, J. Gunkel, i M. Fonfara
- "Too Much of Your Love" (Steve Reich) per M. Segal, S. Reich, J. Gunkel, i M. Fonfara
- "Special Delivery" (Peter Blegvad) per Peter Blegvad
- "Darkwood VII: New Morning" (David Darling) per David Darling
- "Für Alina" (Arvo Pärt) per Alexander Malter
- "Tokyo, Encore" (Keith Jarrett) per Keith Jarrett
- "Angelina – Zooma Zooma" (Roberts, Fisher – Citarrelly, Prima) per Louis Prima
- "Volare" (Franco Migliacci, Domenico Modugno) per Dean Martin
- "Bregenz, Part I" (Keith Jarrett) per Keith Jarrett
- "Via Con Me" (Paolo Conte) per Paolo Conte
- "Attenti Al Lupo" (Ron) per Lucio Dalla
- "Relax-Ay-Voo" (Johns, Salvador) per Dean Martin
- "Never Let Me Go" (Ray Evans, Jay Livingston) per Keith Jarrett, Gary Peacock, i Jack de Johnette
- "U Dance" (Keith Jarrett) per Keith Jarrett, Gary Peacock, i Jack de Johnette[4]

## Recaptació
Bella Martha va recaptar $5,691,547 en taquilla a Europa i $4,158,045 als Estats Units. Les admissions a Europa inclouen 213.037 (Alemanya), 38.812 (Països Baixos), 1.510 (Noruega), i 202.150 (Espanya).

## Resposta crítica
En el seu article a The New York Times, el crític de cinema Elvis Mitchell va escriure, "La pel·lícula en si té una precisió retallant, tot i que Manfred Eicher (un dels fundadors del segell de jazz ECM) hi afegeix una banda sonora que dona a la imatge un ritme de mà lleugera. La Sra. Nettelbeck sembla haver assolit un equilibri de control i autonomia de manera que Bella Martha  no se sent com si estigués dirigida per la seva figura central. Extremadament agradable, tot i que uns graus tímids de perfecció."
En el seu article a Spirituality & Practice, Frederic i Mary Ann Brussat van escriure, "L'escriptora i directora Sandra Nettelbeck orquestra bellament la transformació de la Marta freda, neuròtica i autoabsorbida mentre el seu cor comença a obrir-se sota la tutela de Lina i Mario."
En el seu comentari a Reel Views, James Berardinelli va escriure, "L'actuació és de primer nivell. Martina Gedeck és gloriosa com Martha ... Com Lina, Maxime Foerste dona una interpretació natural i desimbolta... I Sergio Castellitto és encantador com Mario ... Tant com qualsevol altra pel·lícula cinematogràfica que utilitzi la preparació i el consum d'aliments com a element clau, "Bella Martha" proporciona la combinació perfecta de satisfacció i la gratificació cinematogràfiques."
A Manohla Dargis no li va agradar el guió, i escriu "És una gran manera com Nettelbeck veu dones treballadores, o almenys aquesta dona que treballa, per a qui mostra poca comprensió; hi ha un home purità, fins i tot punitiu, de la manera que veu el seu personatge, la patologia de la qual s'excava amb la tenacitat d'un gos buscador de trufes."

## Premis
- Martina Gedeck va guanyar pel seu paper un dels Premis del cinema alemany de 2002, així com un premi del Verband der Deutschen Filmkritik. A més va estar nominada en els Premis del cinema europeu de 2002.
- Sergio Castellitto va guanyar per la seva actuació el Premi del cinema europeu de 2002.
- En 2003 va ser nominada als Premis Goya en la categoria de Millor Pel·lícula Europea.[10]